# Arrhenophagoidea coloripes
Arrhenophagoidea coloripes är en stekelart som beskrevs av Girault 1915. Arrhenophagoidea coloripes ingår i släktet Arrhenophagoidea och familjen sköldlussteklar. Inga underarter finns listade.